# جای مورتنسون
جای مورتنسون (به انگلیسی: Jay Mortenson) (زادهٔ ۲۶ سپتامبر ۱۹۶۶) شناگر اهل ایالات متحده آمریکا است.